# På Eventyr i Vildmarken
På Eventyr i Vildmarken er et dansk bordrollespil udviklet siden 1983 af Paul Hartvigson og Klaus Johansen. Spillet udkom i bogform i 1986.

## Historie
På Eventyr i Vildmarken er det første officielle danske rollespil og cirkulerede i nogle år som gratis hæfter distribueret af Danmarks Radio. I 1986 blev reglerne udvidet, opgraderet og udgivet i bogform, denne gang med P. K. Paider som forfatter. I bogudgivelsen var der blandt andet tilføjet et solo-eventyr man kunne spille med sig selv for at lære reglerne at kende. Bogen er tænkt som bind 1 af en serie kaldet Fantasi & Terninger, men der er ikke udkommet flere bind. Efter På Eventyr i Vildmarken, er der udgivet mange andre danske rollespil, både lette og svære, herunder Levende Eventyr & Fantasi (1989), Viking (1990) og Fusion (2000).

## Spillets forløb
Reglerne er relativt simple, og det kan spilles af børn fra omkring 10-11 års alderen. Som i andre bordrollespil, begynder spillerne med at lave en spilkarakter sammen med spillederen. Når alle er klar, kan eventyret gå i gang. Spillederen fortæller en historie som placerer spillerne i Vildmarken og beskriver omgivelserne de befinder sig i. Herefter introducerer hver spiller sin karakter for gruppen. Med deres fantasi og karakterer, forklarer spillerne hvad de vil foretage sig og gøre i fantasiverdenen og på baggrund af det, fortæller spillederen hvad der så sker. På Eventyr i Vildmarken anvender som udgangspunkt kun 6-siders terninger og de bruges både til at skabe spilkaraktererne med og når forskellige ting skal prøves af i spillet.
Spilverdenen som På Eventyr i Vildmarken bruger, lægger ikke specielt op til uhygge eller blodige kampe som især de engelske og amerikanske rollespil har tendens til.